# Bujeon-dong
Bujeon-dong (koreanska: 부전동) är en stadsdel i Sydkorea. Den ligger i stadsdistriktet Busanjin-gu i staden Busan, i den sydöstra delen av landet, 300 km sydost om huvudstaden Seoul. I stadsdelen ligger Seomyeon, ett av Koreas livligaste affärsdistrikt.

## Indelning
Administrativt är Bujeon-dong indelat i:
| Namn    | Namn              | Yta i km² | Invånare 30 jun 2020 |
| ------- | ----------------- | --------- | -------------------- |
| 부전1동 | Bujeon 1(il)-dong | 1,23      | 15 595               |
| 부전2동 | Bujeon 2(i)-dong  | 0,71      | 10 145               |